# Camp romain de Saint-Séverin-sur-Boutonne
Le camp romain de Saint-Séverin-sur-Boutonne est bâti à Saint-Séverin-sur-Boutonne, dans le département français de la Charente-Maritime en région Nouvelle-Aquitaine. 

## Historique
Le camp est inscrit au titre des monuments historiques par arrêté du 11 mai 1945.